# Abdülkadir Ömür
Abdülkadir Ömür, né le 25 juin 1999 à Trabzon, est un footballeur international turc évoluant au poste de milieu offensif à Antalyaspor.

## Biographie

### En club
Trabzonspor
Le 12 janvier 2016, il débute avec Trabzonspor en coupe de Turquie face à Adanaspor. Le 17 décembre 2016, il joue son premier match en championnat contre l'İstanbul Başakşehir. Il marque son premier but en coupe le 22 décembre 2016 face à Kızılcabölükspor.
Hull City
Le 1er février 2024, il rejoint le club anglais de Hull City, pour la somme de 2,5M €.

### En sélection
Avec les moins de 19 ans, il participe au championnat d'Europe des moins de 19 ans en 2018. Lors de cette compétition, il joue trois matchs, en officiant comme capitaine. Il délivre une passe décisive lors du premier match face à l'Angleterre.

## Palmarès

### En club
Trabzonspor
- Championnat de Turquie
  - Champion en 2022
- Coupe de Turquie
  - Vainqueur en 2020
- Supercoupe de Turquie
  - Vainqueur en 2022